# Семеняко, Павел Иванович
Павел Иванович Семеняко (7 января 1917 — 15 июля 2008) — советский военнослужащий, участник Великой Отечественной войны, Герой Советского Союза, командир 5-й стрелковой роты 629-го стрелкового полка 134-й Вердинской стрелковой дивизии 69-й армии 1-го Белорусского фронта, капитан.

## Биография
Родился 7 января 1917 года в станице Варениковская ныне Крымского района Краснодарского края.
В Красной Армии с 1937 года. На фронте в Великую Отечественную войну с 1 августа 1942 года. Воевал на Воронежском, Калининском, 1-м Прибалтийском, Западном, 1-м Белорусском фронтах. В боях трижды ранен.
Указом Президиума Верховного Совета СССР от 24 марта 1945 года за образцовое выполнение боевых заданий командования и проявленные при этом мужество и героизм капитану Семеняко Павлу Ивановичу присвоено звание Героя Советского Союза с вручением ордена Ленина и медали «Золотая Звезда».
После войны капитан П. И. Семеняко в запасе. Умер 15 июля 2008 года.